# Konstantin Dmitrievič Bal'mont
Konstantin Dmitrievič Bal'mont (in russo Константин Дмитриевич Бальмонт?; Vladimir, 15 giugno 1867 – Parigi, 23 dicembre 1942) è stato un poeta russo, considerato uno dei migliori esponenti del simbolismo e decadentismo russo.

## Biografia

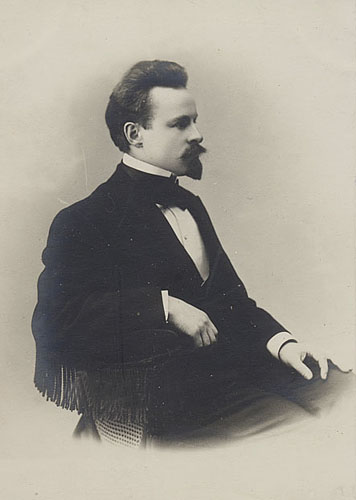
Konstantin Bal'mont intorno al 1880

Bal'mont nacque in una nobile famiglia russa nei pressi di Vladimir. Durante l'anno 1886, si iscrisse alla Università di Mosca, ma l'anno seguente ne venne escluso. Incominciò la sua attività artistica intorno al 1890 componendo Sbornik stichotvorenij ("Raccolta di versi"), e in cinque anni riuscì già a raggiungere una buona notorietà grazie alla pubblicazione di vari poemi, tra i quali si ricordano: Pod severnym ("Sotto il cielo nordico", 1894), V bezbreznosti ("Nell'immensità", 1895).

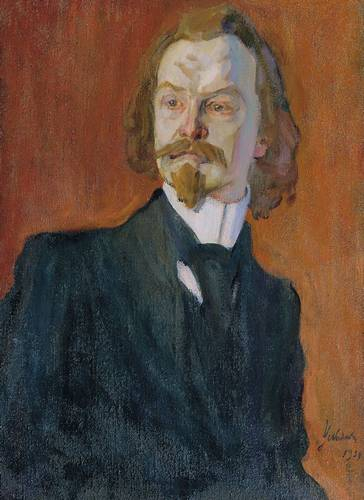
K. Bal'mont. Un ritratto di Nikolah Ul'janov (1909)

L'apice del successo come poeta lo raggiunse nel 1903 con la raccolta: Budem kak solnce ("Vogliamo essere come il sole"), dopodiché la sua carriera seguì una svolta, causata non solo da influenze letterarie nuove, quanto piuttosto per la ricerca di nuove esperienze di vita, come per esempio la simpatia nei confronti della rivoluzione del 1905 e soprattutto l'interesse per i viaggi che lo fecero girare il mondo, dall'Egitto all'Indonesia, dal Messico al Perù.

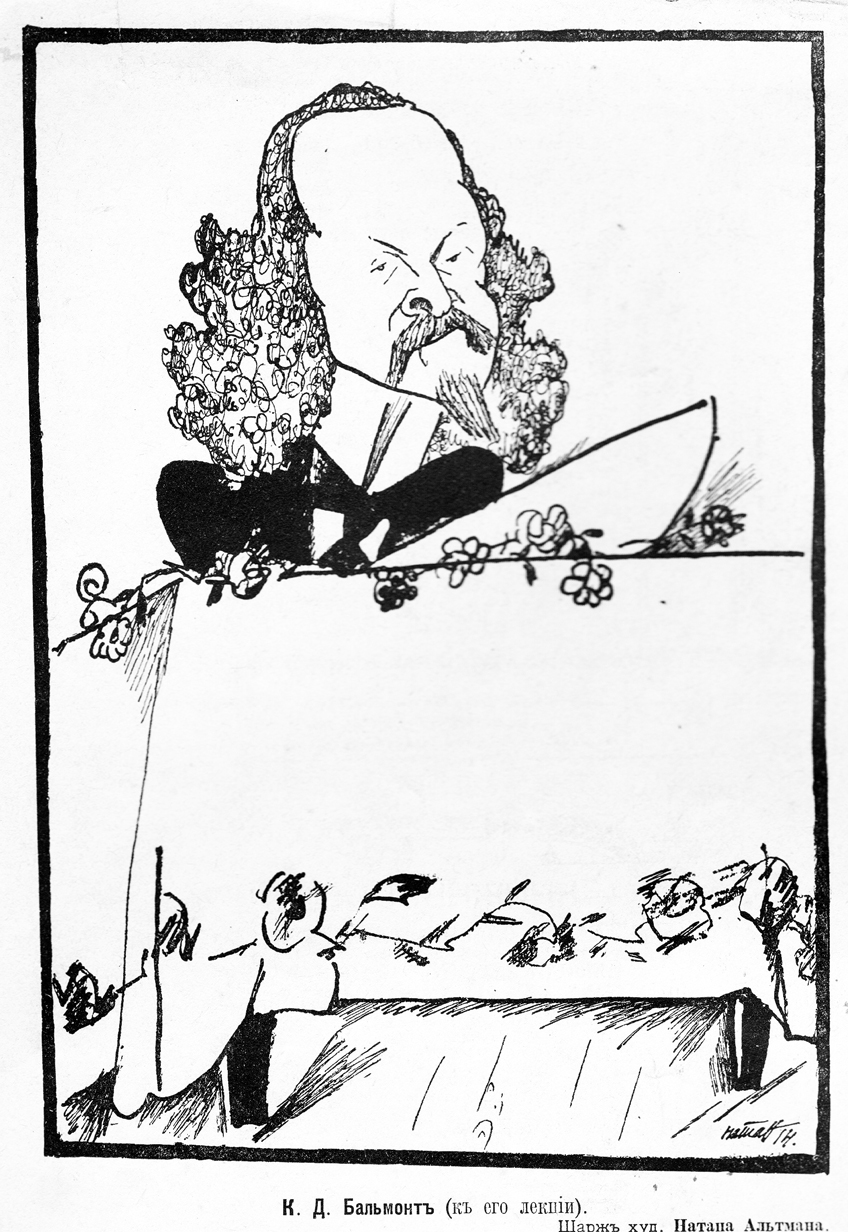
Bal'mont lettore. Caricatura di Natan Altman, 1914

Nel 1905 si trasferì, illegalmente, a causa delle sue tendenze rivoluzionarie, in Francia e solamente dieci anni dopo tornò in Russia.
Dai suoi numerosi viaggi e soggiorni all'estero trasse spunto per una serie di ispirazioni e di valorizzazioni di materiale culturale straniero e antico. Nella sua raccolta Zovi drevnosti ("Appelli dell'antichità"), l'autore introdusse versi che riecheggiavano i canti di vari popoli, mentre vari spunti stimolati dalle sue visite all'estero furono inserite in Kraj Ozirisa ("Il paese di Osiris") e in Zmeinye Cvety ("Colori serpentini"), dedicato al Messico.
Se accolse con entusiasmo la Rivoluzione di febbraio, non mostrò lo stesso gradimento nei confronti di quella di ottobre e quindi fu costretto a scappare da Mosca per ritornare a Parigi, dove trascorse gli ultimi venti anni di vita in uno stato di indigenza. Importante fu anche la sua attività di traduttore: da Percy Bysshe Shelley a Edgar Allan Poe, da Paul Verlaine a Charles Baudelaire.

## Riferimenti culturali
Molti compositori russi si ispirarono alle poesie di Bal'mont e le trasposero in musica, e tra i più importanti si annoverano: Nikolaj Mjaskovskij, Sergej Prokof'ev, Sergej Rachmaninov, Igor' Stravinskij e Sergej Taneev.

## Opere
- Konstantin Bal’mont, Я буря, я пропасть, я ночь – Io son la tempesta, l'abisso, la notte [Raccolta delle poesie, testo a fronte russo-italiano], Damocle, 2019. Traduzione e note di Linda Torresin.
- Oscar Wilde, The Ballad of Reading Gaol – La ballata del carcere di Reading, Ballade de la Geôle de Reading, Баллада Редингской тюрьмы [Traduzione in russo di Konstantin Bal’mont], Damocle, 2017.